# Generál Grievous

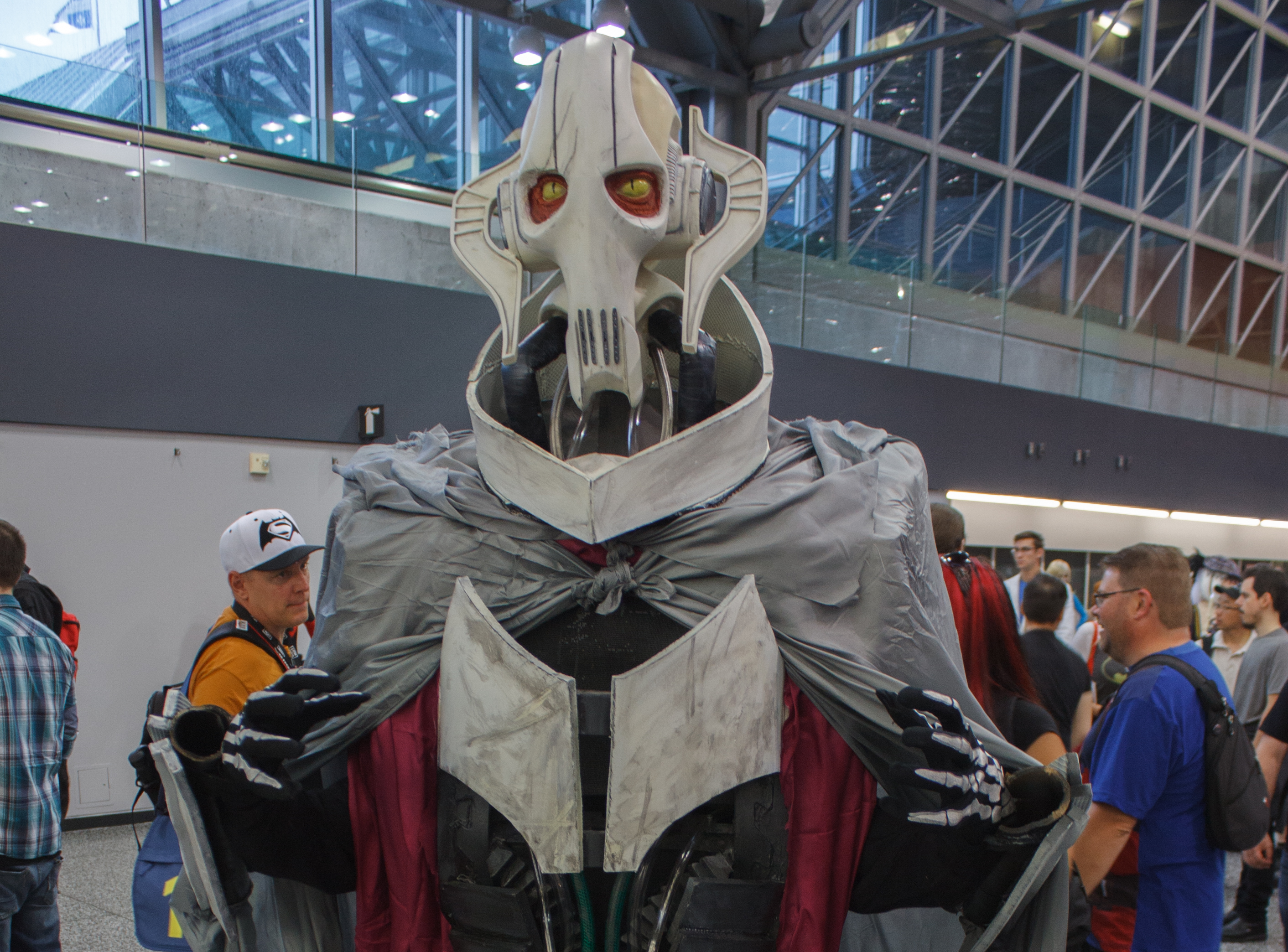
Fanouškovský cosplay Generála Grievouse.

Generál Grievous, vlastním jménem Qymaen jai Sheelal je fiktivní postava z prequelové trilogie Star Wars od režiséra George Lucase. Byl příslušníkem rasy Kaleesh a během Klonových válek velel armádám Konfederace Nezávislých systémů (jinak známé jako Separatisti) proti Galaktické republice. Na filmové plátno se dostal v roce 2005, ve filmu Star Wars - Pomsta Sithů, poprvé se však objevil v kresleném seriálu Klonové války z roku 2003, který je dnes ovšem považován za tzv. "legendy" - čili neplaný.
Ačkoliv nebyl citlivým na Sílu a nepatřil ani mezi Jedie, ani mezi Sithy, byl hrabětem Dooku vycvičen pro boj se světelnými meči. Po Dookuově smrti se krátce stal vůdcem Separatistů. Zemřel v roce 19 Před Bitvou o Yavin, kdy jej na planetě Utapau zabil mistr Jedi Obi-Wan Kenobi.

## Grievous jako kyborg
Grievous se jako bojovník rasy Kaleesh zúčastnil tzv. "Kaleeshké války", což byl konflikt mezi domorodými obyvateli planety Kalee a hmyzoidním druhem Yamri (v legendách známým jako Huk). Během války se stal obávaným válečníkem, avšak krátce po dovršení dospělosti měl havárii, která způsobila téměř úplné zničení jeho biologického těla. V legendách tuto událost zosnoval Darth Sidious. Po havárii byla většina jeho těla nahrazena technologickými implantáty, čímž se z něj stal kyborg.
Grievous později nahradil i některé další části svého biologického těla implantáty - jelikož obdivoval logiku a zdánlivou bezchybnost droidů a chtěl tím zrcadlit jejich dokonalost. Své biologické tělo od té doby považoval za slabé a pohrdal jím, přesto měl několik upomínek jeho bývalé identity - ponechal si své biologické oči, maso okolo nich a několik životně důležitých orgánů, které ukrýval syntetický gelovitý vak. V něm však docházelo k podráždění jeho plic, což byl důvod, proč Grievous až do své smrti trpěl silným a dávivým kašlem.

## Grievous jako generál
V nespecifikovaný moment jeho života se seznámil s hrabětem Dooku, jelikož měl v plánu s jeho pomocí financovat svůj zločinecký syndikát. Hrabě Dooku se jej však rozhodl zapojit do plánované války proti Galaktické republice a ustanovil jej generálem armády droidů, kterou separatisté během Klonových válek využívali kvůli napojení na Obchodní federaci, Techno-Unii a Bankovní cech. Grievous byl přítomen na planetě Geonosis, kde odstartovaly Klonové války zajetím rytířů Jedi Anakina Skywalkera a Obi-wana Kenobiho, stejně, jako senátorky planety Naboo, Padmé Amidaly.
Během války se několikrát utkal s Jedii, včetně Obi-Wana Kenobiho a byl známým pro svůj krutý a nemilosrdný styl boje, kterým mnoho rytířů Jedi zabil. V závěru Klonových válek dostal rozkaz od Hraběte Dooku a Darth Sidiouse, aby zaútočil na hlavní planetu Republiky - Coruscant, a v nastalém chaosu zosnoval únos kancléře Palpatina, hlavy Republiky. Únos se mu povedl a odvezl kancléře na svou loď, účastnící se právě bitvy o Coruscant. Nicméně rytíři Jedi Anakin Skywalker a Obi-Wan Kenobi kancléře osvobodili, přičemž Anakin zabil Dookua. Grievous utekl z bitvy o Coruscant a po smrti Hraběte Dooku se na krátko stal vrchním velitelem Konfederace Nezávislých systémů.
Na základě zjištění výzvědné služby Republikové armády byl Obi-Wan Kenobi vyslán na planetu Utapau, kde měl Grievouse dopadnout. Ale mezi oběma generály proběhl souboj a Obi-Wan Kenobi nakonec Grievouse zabil, když jeho syntetický vak s životně důležitými orgány prostřelil laserovým blasterem.